# 화천교육도서관
화천교육도서관은 대한민국 강원특별자치도 화천군 화천읍 소재의 도서관이다.

## 연혁
- 2016.03.01 춘천교육문화관 화천분관으로 조직개편 (강원도교육규칙 제738호 2016.2.29.전부개정)
- 2013. 03. 01 화천교육도서관으로 명칭변경
- 2012. 02. 29 화천도서관 증축
- 2004. 02. 01 디지털자료실 개실
- 2001. 02. 20 강원도화천평생학습관으로 지정
- 1998. 11. 30 강원도 시범도서관 지정(1999~2000년)
- 1992. 03. 26 3. 26교육자치제에 관한 법률 제 4347호에 의거 화천도서관으로 명칭 변경
- 1992. 01. 01 도서관 열람료 폐지
- 1990. 12. 22 화천군 공공도서관 개관
- 1990. 12. 20 화천군 공공도서관 준공
- 1989. 11. 17 화천군 공공도서관 착공

## 시설현황
- 3층: 강당
- 2층: 행정실, 열람실, 디지털자료실, 평생학습실, 나눔실, 동아리실, 북스타트실
- 1층: 종합자료실, 동아리실, 휴게실
- 지하1층: 기계실

## 이용 안내
이용 시간
- 자료실: 평일 09:00 ~ 19:00 / 토·일요일 09:00 ~ 18:00
- 열람실: 매일 08:00 ~ 23:00
- 디지털자료실: 매일 09:00 ~ 18:00

휴관일
- 매주 월요일
- 관공서의 공휴일(공휴일이 일요일과 겹칠때는 휴관)
- 교육도서관장이 지정하는 임시 공휴일